# Walter Audisio
Walter Audisio, italijanski politik in komunistični partizan * 28. junij 1909 Alessandria, Italija † 11. oktober 1973 Rim, Italija.
Audisija je italijanski fašistični režim v poznih tridesetih in zgodnjih štiridesetih letih zaprl zaradi protifašističnega delovanja. Kot starejši partizan italijanskega odporniškega gibanja po izpustitvi med drugo svetovno vojno je bil Audisio vpleten v smrt Benita Mussolinija in je morda osebno ubil diktatorja in njegovo ljubico. Po vojni je bil izvoljen v parlament italijanske komunistične partije, kjer je služboval 20 let.